# Shakira: BZRP Music Sessions, Vol. 53
Singles par Bizarrap
3 Estrellas en el Conjunto
(2022) Arcángel: Bzrp Music Sessions, Vol. 54
(2023)
Singles par Shakira
Monotonía
(2022) TQG
(2023)
Clip vidéo
[vidéo] « Shakira: Bzrp Music Sessions, Vol. 53 », sur YouTube
Shakira: Bzrp Music Sessions, Vol. 53 est une chanson du producteur argentin Bizarrap et de la chanteuse colombienne Shakira, sortie le 11 janvier 2023 sur le label Dale Play Records. Le clip officiel a été publié simultanément sur la chaîne YouTube de Bizarrap.
La chanson évoque son ex, le footballeur espagnol Gerard Piqué et leur rupture et a été qualifiée de « sauvage » ou encore décrite comme la chanson de la vengeance de la chanteuse sur ce dernier,,,.
Elle atteint la première place sur la plateforme iTunes dans 16 pays, dont l’Espagne, la Suède, la Suisse, l’Italie, le Portugal et les États-Unis.
Le clip de la chanson est visualisé plus de 50 millions de fois sur YouTube 24 heures après sa sortie.
La chanson reçoit un accueil critique très positif,,,,,. Des artistes de musique latino comme Alejandro Sanz, Tokischa, Fonseca, Andrés Cepeda, Danna Paola, Aitana, Goyo, Paty Cantú, Carla Morrison et Emilia Mernes ont réagi de façon très élogieuse à la chanson sur les réseaux sociaux .
Lors de l'annonce de la sortie de son nouvel album Las Mujeres Ya No Lloran le 15 février 2024, on apprend que le titre y figurera ce qui en fait techniquement le troisième single issu de ce dernier.

## Contexte
Il a été soupçonné pour la première fois que Shakira pourrait être la prochaine invitée des Bzrp Music Sessions en août 2022, lorsqu'elle a souhaité un joyeux anniversaire à Bizarrap sur les réseaux sociaux. La collaboration a été confirmée par Bizarrap sur les réseaux sociaux le 10 janvier 2023.
La chanson évoque son ex, le footballeur espagnol Gerard Piqué. Shakira et lui se sont rencontrés en 2010 et ont officiellement commencé leur relation en 2011. Ils se séparent en 2022 après 11 ans de vie commune et deux enfants.
En 2022, avant la sortie du titre Shakira: Bzrp Music Sessions, Vol. 53, Shakira a commencé à sortir une série de singles en lien avec le thème de la relation de couple et de l'infidélité dans ses paroles. Mais ce n'est qu'avec ce dernier titre qu'elle s'adresse directement à Piqué.

## Composition et paroles
Shakira a travaillé avec l'auteur-compositeur de musique latine populaire Keityn sur le morceau, après avoir travaillé avec lui sur ses deux précédentes chansons. Keityn a déclaré qu'après "Monotonía", Shakira voulait écrire une chanson plus méchante, et le duo a travaillé pour créer une chanson qui n'allait ni trop loin ni trop douce pour elle.
Lorsque Shakira l'a rencontré pour travailler sur les paroles dans son studio à Barcelone, il a déclaré dans une interview «elle est venue avec une liste de tout ce qu'elle voulait dire».  Il a ajouté: « Shakira était l'auteur-compositeur. [...] Je l'ai simplement aidée à faire des rimes. » 
Les paroles contiennent de nombreuses références à Piqué et à leur relation, Shakira le critiquant pour ses scandales médiatiques qui l'ont prise pour cible ; pour avoir emménagé sa mère à côté de chez eux ; et pour leur relation qui a amené le Trésor espagnol à s'en prendre à elle. NPR Music a écrit que la ligne faisant référence à son ex comme un « novato » pourrait faire référence à l'écart d'âge de dix ans entre Shakira et Piqué. La phrase « una loba como yo no está pa' tipos como tú » fait référence à la chanson de Shakira de 2009 « Loba » ,  tandis que les pauses intentionnelles dans les mots « claramente » et « salpique », font référence à Gerard Piqué et à sa nouvelle petite amie, Clara Chía. Dans une interview donnée lors de l'émission The Tonight Show Starring Jimmy Fallon le 10 mars 2023, Shakira a révélé que le rythme et les instrumentaux du morceau étaient inspirés du groupe anglais Depeche Mode et de leur « nuance sombre ».

## Sortie et promotion
Le 9 janvier 2023, un petit avion a survolé Mar del Plata et Miami, brandissant une banderole avec les mots « una loba como yo no está pa' tipos como tú » et faisant allusion à une sortie le 11 janvier. Après que la chanson ait été confirmée le lendemain, les gens ont répondu en spéculant sur ce que Shakira pourrait chanter ; Billboard a noté que les sessions musicales de Bizarrap mettaient généralement en vedette des rappeurs "qui n'hésitent pas à viser quelque chose ou quelqu'un".  Certaines paroles divulguées le 10 janvier indiquaient que la chanson parlerait de la rupture de Shakira avec Piqué.

## Performances Live
Bizarrap et Shakira ont interprété la chanson en direct pour la première fois le 10 mars 2023 dans l'émission The Tonight Show Starring Jimmy Fallon.  La performance a également été un succès viral sur Internet. Les téléspectateurs louent l'audace de Shakira et l'interaction du public avec la chanson.  Quatre jours après la représentation, la plateforme média The Wrap a révélé qu'elle avait enregistré plus de 156 millions de vues sur les plateformes de médias sociaux, notamment TikTok , Instagram , Facebook , YouTube et Twitter, ce qui en fait l'une des performances les plus vues de The Tonight Show.
Le 12 septembre 2023, Shakira a reçu le prix honorifique Michael Jackson Video Vanguard Award lors des MTV Video Music Awards 2023, où elle a interprété un medley de 10 minutes de ses plus grands succès, clôturant le set avec la Session 53.
Le 16 novembre 2023, Bizarrap et Shakira ont interprété la chanson lors de la 24e édition des Latin Grammy Awards .
Le 26 mars 2024, Shakira donne un mini concert surprise à Times Square devant plus de 40.000 personnes . Elle clôture son set par la version Tiësto Remix de la Session 53.

## Classements et certifications

### Classements hebdomadaires
| Classements (2023)                                | Meilleure position |
| ------------------------------------------------- | ------------------ |
| Allemagne (GfK Entertainment charts)              | 26                 |
| Argentine (Argentina Hot 100)                     | 1                  |
| Argentine (Monitor Latino)                        | 1                  |
| Autriche (Ö3 Austria Top 40)                      | 16                 |
| Belgique (Ultratop 50 Wallonie)                   | 21                 |
| Bolivie (Billboard)                               | 1                  |
| Bolivie (Monitor Latino)                          | 1                  |
| Brésil (Crowley Charts)                           | 1                  |
| Canada (Canadian Hot 100)                         | 25                 |
| Canada (Billboard CHR/Top 40)                     | 42                 |
| Chili (Billboard)                                 | 1                  |
| Chili (Monitor Latino)                            | 1                  |
| Communauté des États indépendants (TopHit)        | 151                |
| Colombie (Billboard)                              | 1                  |
| Colombie (Monitor Latino)                         | 19                 |
| Costa Rica (FONOTICA)                             | 1                  |
| Costa Rica (Monitor Latino)                       | 1                  |
| Croatie (Billboard)                               | 7                  |
| Danemark (Hitlisten)                              | 40                 |
| Équateur (Billboard)                              | 1                  |
| Équateur (Monitor Latino)                         | 1                  |
| Espagne (PROMUSICAE)                              | 1                  |
| États-Unis (Billboard Global 200)                 | 2                  |
| États-Unis (Billboard Hot 100)                    | 9                  |
| États-Unis (Billboard Hot Dance/Electronic Songs) | 2                  |
| États-Unis (Billboard Hot Latin Songs)            | 1                  |
| États-Unis (Billboard Latin Airplay)              | 1                  |
| États-Unis (Billboard Pop Airplay)                | 37                 |
| États-Unis (Billboard Rhythmic)                   | 20                 |
| France (SNEP)                                     | 20                 |
| Guatemala (Monitor Latino)                        | 1                  |
| Honduras (Monitor Latino)                         | 1                  |
| Hongrie (Single Top 40)                           | 4                  |
| Hongrie (Stream Top 40)                           | 9                  |
| Irlande (IRMA)                                    | 14                 |
| Italie (FIMI)                                     | 1                  |
| Liban (Lebanese Top 20)                           | 3                  |
| Lituanie (AGATA)                                  | 13                 |
| Luxembourg (Billboard)                            | 2                  |
| Mexique (Billboard)                               | 1                  |
| Mexique (Monitor Latino)                          | 2                  |
| Nicaragua (Monitor Latino)                        | 1                  |
| Norvège (VG-lista)                                | 37                 |
| Panama (Monitor Latino)                           | 1                  |
| Paraguay (Monitor Latino)                         | 1                  |
| Pays-Bas (Single Top 100)                         | 41                 |
| Pérou (Billboard)                                 | 1                  |
| Pérou (Monitor Latino)                            | 1                  |
| Portugal (AFP)                                    | 2                  |
| Porto Rico (Monitor Latino)                       | 2                  |
| République dominicaine (Monitor Latino)           | 1                  |
| Roumanie (Billboard)                              | 7                  |
| Royaume-Uni (OCC Singles)                         | 31                 |
| Royaume-Uni (OCC Indie)                           | 5                  |
| Salvador (Monitor Latino)                         | 1                  |
| Suède (Sverigetopplistan)                         | 24                 |
| Suisse (Schweizer Hitparade)                      | 2                  |
| Uruguay (Monitor Latino)                          | 1                  |
| Venezuela (Monitor Latino)                        | 2                  |

### Certifications
| Pays                                                                       | Certification | Ventes certifiées |
| -------------------------------------------------------------------------- | ------------- | ----------------- |
| France (SNEP)                                                              | Or            | 100 000‡          |
| Italie (FIMI)                                                              | 3 × Platine   | 300 000‡          |
| Portugal (AFP)                                                             | 2 × Platine   | 100 000‡          |
| Espagne (PROMUSICAE)                                                       | 7 × Platine   | 100 000‡          |
| États-Unis (RIAA)                                                          | Or            | 500 000‡          |
| xNon précisé par la certification ‡ventes/streaming selon la certification |               |                   |